# 国潮
国潮是中国大陆的一个术语，意指带有中国特定元素并融入一些当下流行元素或将本土的传统文化成为流行时尚（如使用本土品牌设备等）的潮流。

## 引用来源
1. ↑  . 新华网.   [2021-07-10]. （原始内容存档于2021-07-10）.
2. ↑  . sd.dzwww.com.   [2021-07-10]. （原始内容存档于2021-07-10）.